# Porta dei Leoni (Micene)
La Porta dei Leoni è l'entrata monumentale della rocca di Micene, nell'Argolide (Grecia).

## Storia
La porta dei leoni era l'accesso principale alla città, così detta per le decorazioni sul triangolo di scarico con due leoni simmetricamente disposti ai lati di una colonna. Risale al 1300 a.C. circa, e fa parte del sistema di fortificazioni delle mura ciclopiche. Non venne mai sepolta, anzi indicava il luogo dei resti di Micene quando l'archeologo tedesco Heinrich Schliemann scavò con successo la rocca e la necropoli.

## La porta
La Porta è famosa per il massiccio architrave e i due stipiti sulla soglia, sormontato da una grande lastra triangolare con due leonesse  affiancate in piedi sulle zampe anteriori ai lati di una colonna di tipo minoico. La colonna del fregio è rastremata verso il basso, secondo l'uso cretese. Sotto le zampe anteriori dei due animali e sotto la colonna si trovano due basi a sagoma concava, come quelle di alcuni altari in pietra trovati in un mègaron di Creta.
Il triangolo decorato è alto 2,90 metri; l'architrave che lo sostiene è lungo 5, profondo 2,50, alto nel centro 1 metro. La porta è larga 3 metri, profonda 1,20 alta 3,20. Si calcola che il solo architrave pesi circa 20 tonnellate.

## Galleria d'immagini

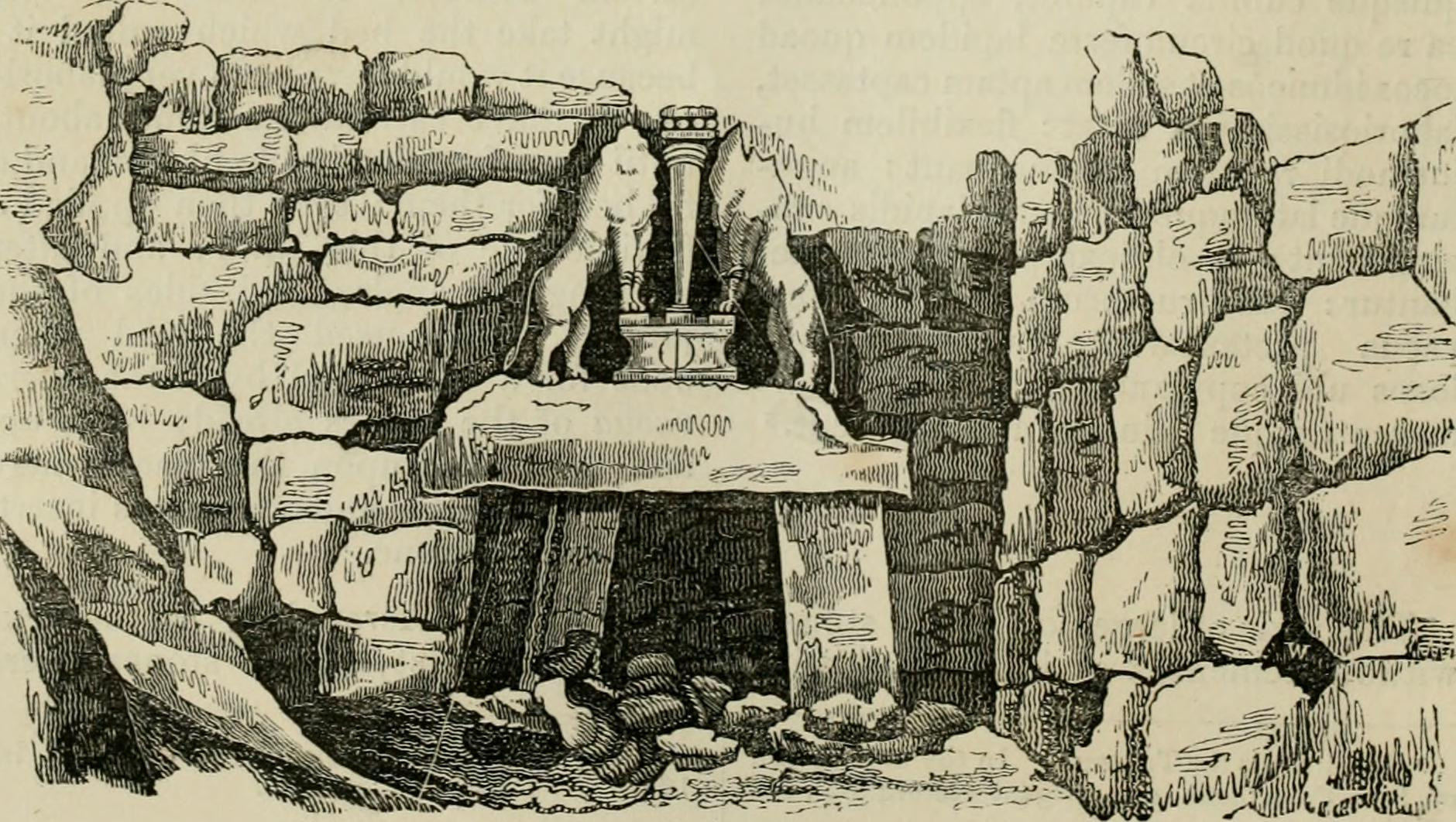
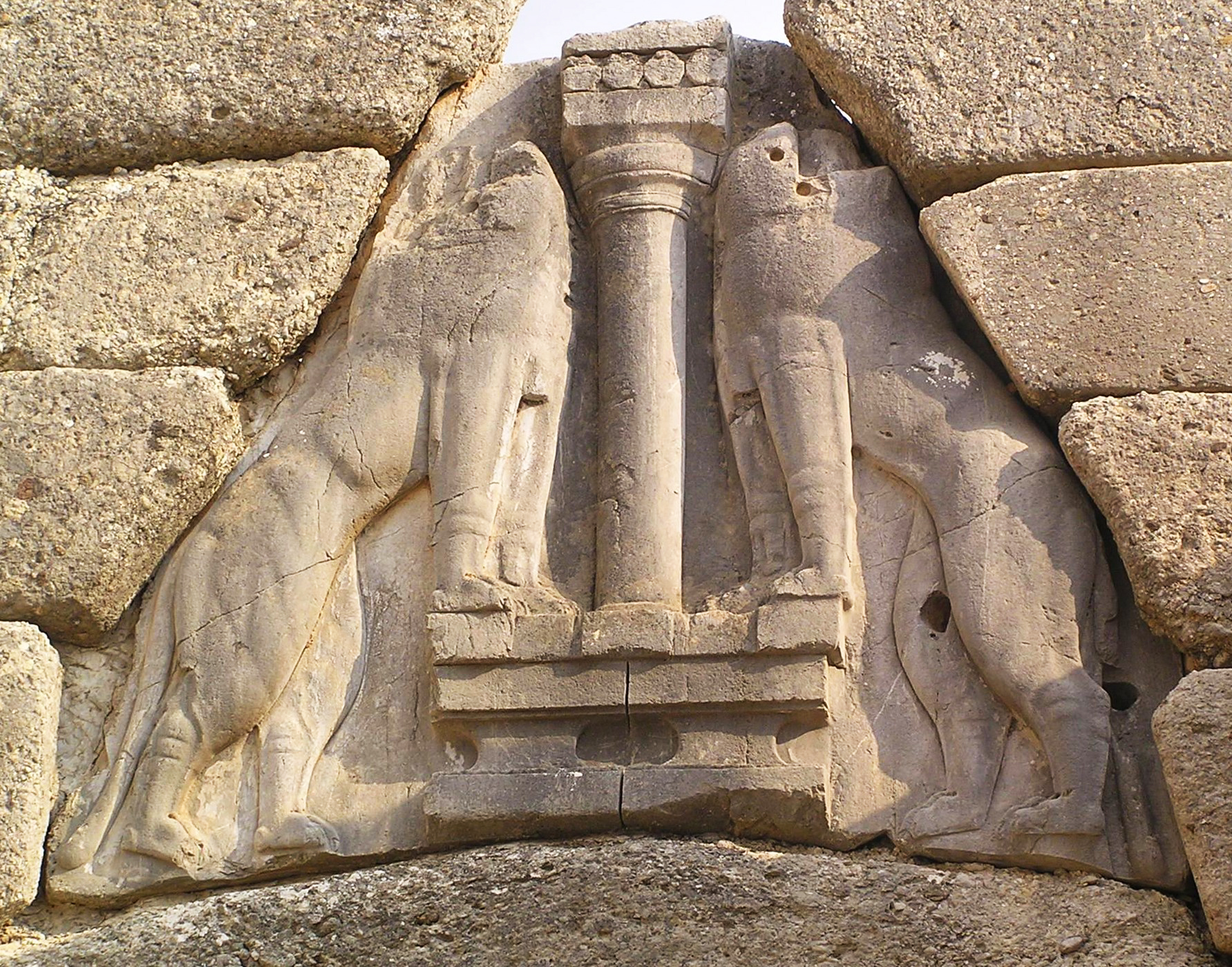
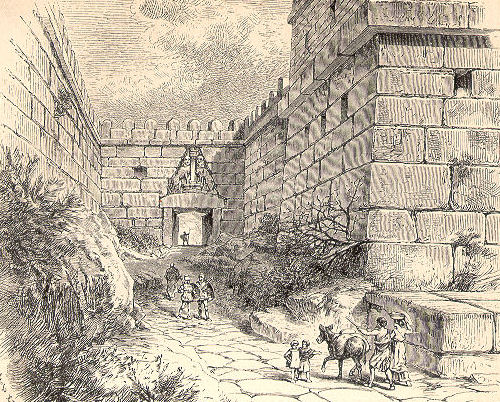